# Rubis
Rubis SCA er et fransk olie- og benzinselskab, der driver flere kæder af tankstationer. Rubis er markedsledende i Frankrig, Schweiz, Bermuda, Jamaica, Madagaskar, Marokko, Senegal og Kenya. Datterselskaber i koncernen inkluderer Coparef, Rubis Terminal, Vitogaz, Kelsey Gas Ltd, Lasfargaz og La Collette Terminal.